# Scandale mélancolique tour
Albums de Hubert-Félix Thiéfaine
Au Bataclan
(2002) Homo plebis ultimae tour
(2012)
Scandale mélancolique tour est le septième album en public d'Hubert-Félix Thiéfaine. Il a été enregistré au Zénith de Paris en octobre 2006 dans la foulée de la sortie de l'album Scandale mélancolique.

## Pistes

### Disque 1
| No  | Titre                                    | Durée |
| --- | ---------------------------------------- | ----- |
| 1.  | Cabaret Sainte Lilith                    | 7:29  |
| 2.  | When Maurice meets Alice                 | 3:19  |
| 3.  | Soleil cherche futur                     | 3:39  |
| 4.  | Autoroute jeudi d'automne                | 4:34  |
| 5.  | Confessions d'un never been              | 5:43  |
| 6.  | Quand la banlieue descendra sur la ville | 4:36  |
| 7.  | Comme un chien dans un cimetière         | 5:26  |
| 8.  | Sweet amanite phalloïde queen            | 4:36  |
| 9.  | Scandale mélancolique                    | 4:40  |
| 10. | Psychanalyse du singe                    | 3:04  |
| 11. | Le Jeu de la folie                       | 4:42  |
| 12. | Bipède à station verticale               | 4:20  |
| 13. | Rock-autopsie                            | 6:27  |
| 14. | Télégramme 2003                          | 7:26  |

### Disque 2
| No | Titre                                         | Durée |
| -- | --------------------------------------------- | ----- |
| 1. | Première descente aux enfers par la face nord | 4:27  |
| 2. | Lorelei sébasto cha                           | 4:32  |
| 3. | Les Dingues et les Paumés                     | 11:08 |
| 4. | L'Étranger dans la glace                      | 3:10  |
| 5. | Mathématiques souterraines                    | 5:55  |
| 6. | Gynécées                                      | 4:33  |
| 7. | La Fille du coupeur de joints                 | 6:36  |
| 8. | Alligators 427                                | 11:38 |
| 9. | Narcisse 81                                   | 6:14  |

## Musiciens
- Guitares : Yan Péchin
- Basse : Arnaud Giroux
- Batterie : Bruce Cherbit et Lucas Thiéfaine (sur Confessions d’un never been)
- Claviers, guitares rythmiques : Christopher Board

Il existe également un DVD de ce concert.